# Risiko für Weihnachtsmänner
Risiko für Weihnachtsmänner ist eine Kurzgeschichte von Siegfried Lenz, die 1957 veröffentlicht wurde.

## Inhalt
Im Zweiten Weltkrieg bestellt ein Oberst Köhnke in Demjansk zum Heiligen Abend einen Weihnachtsmann. Als dieser im Unterstand nicht eintrifft, schickt er einen Mann hinaus, den Weihnachtsmann zu suchen. Als auch dieser nicht zurückkommt, verlässt der Oberst selbst mit einigen Leuten den Unterstand, um die Vermissten zu suchen. Zuerst wird der Soldat aus dem Unterstand – verwundet, aber noch lebend – gefunden, dann der gefallene Weihnachtsmann. Das Bild prägt sich Oberst Köhnke ein. Diese Handlung wird in Rückblenden vom Ich-Erzähler berichtet.
Nach dem Zweiten Weltkrieg muss der Ich-Erzähler, der von Oberst Köhnke vor Demjansk hinausgeschickt worden war, den Weihnachtsmann zu suchen und dabei verwundet wurde, als Aushilfsweihnachtsmann Geld verdienen und heuert dazu bei einem Herrn Mulka in einer Gaststätte an. Als Weihnachtsmann verkleidet wird er nach Hochfeld geschickt, wo er bei einer Familie weihnachtliche Freude bringen soll. Er tritt bei den Eheleuten Köhnke ein, wo er seinen alten Oberst wiedererkennt. Es folgt die Bescherung. Herr Köhnke und der Ich-Erzähler sprechen über Weihnachten; Herr Köhnke erkennt den Soldaten von früher nicht wieder. Es wird deutlich, dass beide noch sehr unter den Schrecknissen des Krieges leiden und das Erlebte noch nicht verarbeitet haben.
Wieder bei Mulka in der Kneipe muss der Ich-Erzähler einen Schnaps trinken, weil das Risiko als Aushilfs-Weihnachtsmann zu groß sei.